# Fibra colágena
As fibras colágenas ou conjuntivas são composta pela proteína colágeno (talvez a proteína mais abundante do reino animal), conferindo força e resistência às trações e flexibilidade aos tecidos. 
Formam feixes de fibras brancas, geralmente de contorno ondulado, que se cruzam e entrelaçam podendo mesmo ramificar-se. 
Transformam-se em gelatina quando aquecidas a temperaturas elevadas, e  Localizam-se geralmente em tendões e em volta de músculos ou nervos, sendo presentes também em ossos, cartilagens e ligamentos 
Na derme, são as fibras colágenas que dão resistência a nossa pele, evitando que ela se rasgue quando esticada.